# Szukcshon
Szukcshon (hangul: 숙천군, Szukcshon-kun, handzsa: 肅川郡, RR: Sukch'ŏn-kun, ’ünnepélyes patak’) megye Észak-Koreában, Dél-Phjongan (P'yŏngan) tartományban. 1413-ban hozták létre és emelték megyei rangra.

## Földrajza
Északról Mundok (Mundŏk), keletről Ungok (Un'gok), Szuncshon (Sunch'ŏn) és Phjongszong (P'yŏngsŏng), délről Phjongvon (P'yŏngwŏn), nyugatról a Sárga-tenger (Nyugati-tenger) határolja.
Legmagasabb pontja az 527 méter magas Szangszan (상산; 上山, Sangsan).

## Közigazgatása
1 községből (up (ŭp)), 20 faluból (ri (ri)) és 1 munkásnegyedből (rodongdzsagu (rodongjagu)) áll:
| - Szukcshon-up (숙천읍; 肅川邑, Sukch'ŏn-ŭp) - Namjang-rodongdzsagu (남양로동자구; 南陽勞動者區, Namyang-rodongjagu) - Komszan-ri (검산리; 檢山里, Kŏmsan-ri) - Komhung-ri (검흥리; 檢興里, Kŏmhŭng-ri) - Kvangcshon-ri (광천리; 廣川里, Kwangch'ŏn-ri) - Kumphung-ri (금풍리; 金豊里, Kŭmp'ung-ri) - Teszong-ri (대성리; 大成里, Taesŏng-ri) - Rjongdok-ri (룡덕리; 龍徳里, Ryongdŏk-ri) - Pegam-ri (백암리; 白巖里, Paegam-ri) - Szaszan-ri (사산리; 蛇山里, Sasan-ri) - Szongdok-ri (송덕리; 松德里, Songdŏk-ri) | - Sinphung-ri (신풍리; 新豊里, Sinp'ung-ri) - Sszangun-ri (쌍운리; 雙雲里, Ssangun-ri) - Jakcson-ri (약전리; 藥田里, Yakchŏn-ri) - Undzsong-ri (운정리; 雲井里, Unjŏng-ri) - Csanghung-ri (장흥리; 長興里, Changhŭng-ri) - Cshangdong-ri (창동리; 倉東里, Ch'angdong-ri) - Cshil-ri (칠리; 七里, Ch'il-ri) - Phjongszan-ri (평산리; 平山里, P'yŏngsan-ri) - Phjonghva-ri (평화리; 平和里, P'yŏnghwa-ri) - Hebit-ri (해빛리; 해빛里, Haebit-ri) - Hungo-ri (흥오리; 興五里, Hŭngo-ri) |

## Gazdaság
Szukcshon (Sukch'ŏn) megye gazdasága mezőgazdaságra, azon belül gabona- és gyümölcstermesztésre épül.

## Oktatás
Szukcshon (Sukch'ŏn) megye 1 földművelési egyetemnek, számos általános és középiskolának ad otthont.

## Egészségügy
A megye számos egészségügyi intézménnyel rendelkezik, köztük 1 megyei és kb. 20 helyi kórházzal.

## Közlekedés
A megye közutakon a szomszédos helységek felől közelíthető meg. A megye vasúti kapcsolattal rendelkezik, a Phjongi (P'yŏngŭi), az Andzsu szénbánya (Anju szénbánya) és a Namdong vasútvonalak része.